# Shawn Green
Shawn David Green (Des Plaines, Illinois, 10 de noviembre de 1972), más conocido como Shawn Green, es un exjugador profesional estadounidense de béisbol que se desempeñó en la posición de jardinero derecho en las Grandes Ligas de Béisbol (MLB). Logró obtener un Guante de Oro.

## Carrera
Green jugó como profesional siete temporadas en Toronto Blue Jays (1993-1999), después pasó a Los Angeles Dodgers (2000-2004), luego a Arizona Diamondbacks (2005-2006), posteriormente a New York Mets, donde jugó dos temporadas (2006-2007), y fue el equipo en el que se retiró.

## Premios
Fue galardonado con el Guante de Oro en una oportunidad (1999).